# Palác Fénix (České Budějovice)
Palác Fénix je dům č. 1 v Radniční ulici v Českých Budějovicích. Budova z let 1928–1929 je u jihozápadního rohu náměstí Přemysla Otakara II. na rohu s Biskupskou ulicí.

## Historie
Před rokem 1556 zde stávala hospoda. Tehdy dům s várečným právem koupila obec a o dva roky později jej se ztrátou prodala, aby jej v roce 1573 koupila zpět. Dům byl zbourán v druhé polovině 18. století, kdy piaristé vykoupili celý blok, ale stihli postavit pouze seminář, který byl změněn na biskupství, na plánovaný kostel již nedošlo. Na prázdné parcele zřídila radnice v 19. století areál městských hasičů, kterým dával věžný z Černé věže na vědomí, kde hoří.
V roce 1928 prodalo město pozemek vídeňské pojišťovací společnosti Fénix, pro kterou měl dle slibu udělat projekt architekt Josef Gočár (autor stejnojmenného paláce v Praze), ale nakonec budovu postavil dle vlastbního návrhu stavitel Josef Hauptvogel. Hasiči se přestěhovali do Haškovy ulice. V budově byly kromě pojišťovny i lékařské ordinace, prodejna cukrovinek RUPA, zmrzlinář, zlatnictví a prodej hasicích přístrojů.
Stavební sloh budovy není přesně určitelný, Jan Schinko tvrdí, že Hauptvogel jej postavil ve vlastním stylu mezi art deco a funkcionalismem , podle památkového katalogu je budova „hodnotnou ukázkou puristické architektury v regionu“.
Po roce 1945 byl název budovy změněn na palác Star, po roce 1948 se název přestal používat. Sídlilo zde kadeřnictví. Kolem roku 1953 bula budova vytipována pro zřízení první samoobsluhy ve městě, ta byla ale nakonec zřízena na Pražské. Samoobsluha v centru byla místo toho na rohu Divadelní (Dr. Stejskala) a Široké ve Stecherově domě.
V současnosti (20. léta 21. století) v budově sídlí pojišťovna, právníci a další služby.